# 파워 포워드
파워 포워드(Power forward, PF), 일명 4번은 정규 농구 경기의 5가지 전통적인 포지션 중 하나이다. 전통적으로 파워 포워드는 센터와 유사한 역할을 수행하며 일반적으로 코트에서 가장 키가 크거나 두 번째로 키가 큰 선수이다. 공격 시 파워 포워드는 일반적으로 골대를 등지고 플레이하며 포스트 득점에 있어 "주요" 위치이다. 픽앤롤 공격에서는 파워 포워드가 일반적으로 가드를 위해 스크린을 설정하고 골대를 향해 "롤"하여 패스를 받거나 오픈 샷을 위해 외곽으로 "팝"한다. 수비 시에는 일반적으로 지역방어에서 골대 아래에 위치하거나 대인방어에서 상대 파워 포워드를 마크한다. 파워 포워드 포지션은 리바운드, 스크린 설정, 림 보호 및 득점을 포함한 다양한 책임을 수반한다.
많은 파워 포워드는 미드레인지 점프슛으로 유명하며, 여러 선수들은 12 to 18 피트 (3.7 to 5.5 m) 거리에서 매우 정확하다. 이전에는 이러한 기술이 유럽 스타일의 플레이에서 더 일반적으로 나타났다. 일부 파워 포워드는 스트레치 포로 알려져 있으며 이후 슈팅 범위를 3점슛까지 확장했다.
NBA에서 파워 포워드는 보통 6' 9" (2.06 m)에서 6' 11" (2.11 m) 사이이며, WNBA에서는 파워 포워드가 보통 6' 0" (1.83 m)에서 6' 3" (1.91 m) 사이이다. 평균에도 불구하고, 다양한 선수들이 매치업 및 코칭 결정에 따라 스몰 포워드 또는 센터 포지션에서 활동하는 "트위너" 역할을 수행한다. 드레이먼드 그린과 심지어 6' 5" (1.96 m)인 P. J. 터커와 같은 일부 파워 포워드는 센터 포지션에서 뛰었는데, 일반적으로 그 포지션과 관련된 키는 부족하지만 기술을 갖추고 있었다.
네이스미스 농구 명예의 전당에 헌액된 파워 포워드로는 칼 멀론, 로런 잭슨, 본 미켈센, 티나 톰슨, 디르크 노비츠키, 크리스 웨버, 케빈 가넷, 돌프 셰이스, 케빈 맥헤일, 찰스 바클리, 데니스 로드먼, 엘빈 헤이스, 밥 페팃, 제리 루카스, 데이브 더부셔, 그리고 팀 덩컨이 있다.

## 스트레치 포

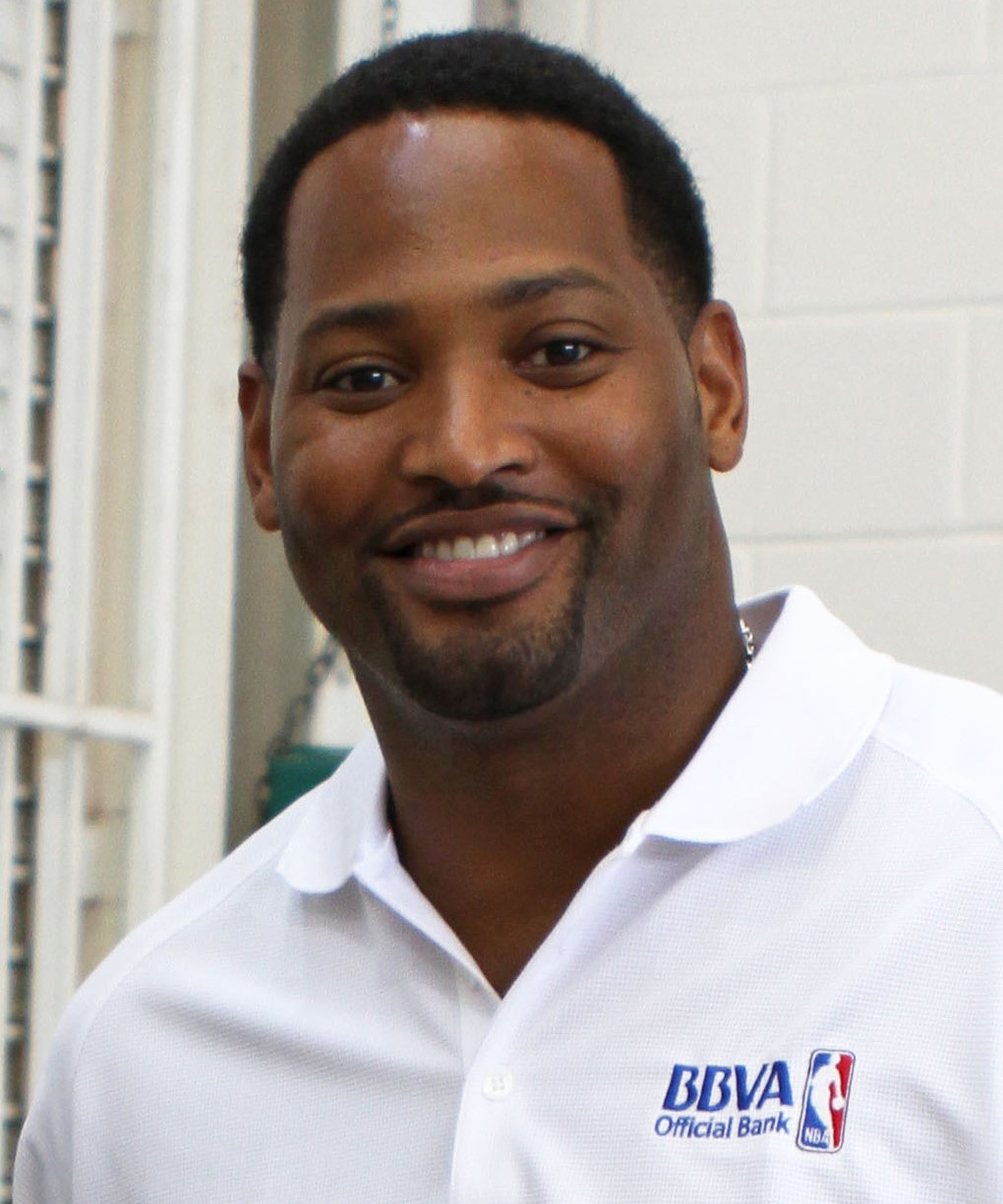
파워 포워드 로버트 오리는 "스트레치 포" 슈터를 개척하여 파워 포워드 포지션을 혁신했다.

일부 파워 포워드는 미드레인지 및 3점 거리에서의 외곽 슈팅으로 유명하다. 2000년대 이후 여러 파워 포워드는 12 to 18 피트 (3.7 to 5.5 m) 거리에서 매우 정확해졌다. 이전에는 이러한 기술이 유럽 스타일의 플레이에서 더 일반적으로 나타났다. 일부 파워 포워드는 스트레치 포로 알려져 있으며 이후 슈팅 범위를 3점슛까지 확장했다. 일부 스트레치 포는 포스트에서 미드레인지 득점을 활용한다. 댈러스 매버릭스의 프랜차이즈 플레이어인 디르크 노비츠키는 페이드어웨이 슛을 훌륭하게 활용했다. 스트레치 포는 특정 픽앤롤 디자인에서도 신뢰할 수 있음이 입증되었는데, 여기서 파워 포워드는 가드가 스크린을 벗어나 이동하는 동안 더블팀을 당할 경우 오픈 샷을 위해 골대에서 멀리 "팝"한다. 6'10" (2.08m)의 파워 포워드 아마레 스타더마이어는 2004년부터 2010년까지 피닉스 선스에서 스티브 내시와 함께 플레이하면서 "픽앤팝" 플레이를 훌륭하게 활용했다. 스트레치 포의 주목할 만한 예로는 제이슨 테이텀, 로버트 오리, 알 호포드, 라시드 월러스, 아마레 스타더마이어, 디르크 노비츠키, 카멜로 앤서니, 케빈 러브, 그리고 스티브 노박이 있다.